# Hundsheim
Hundsheim est une commune autrichienne du district de Bruck an der Leitha en Basse-Autriche.